# Eisei Bunko

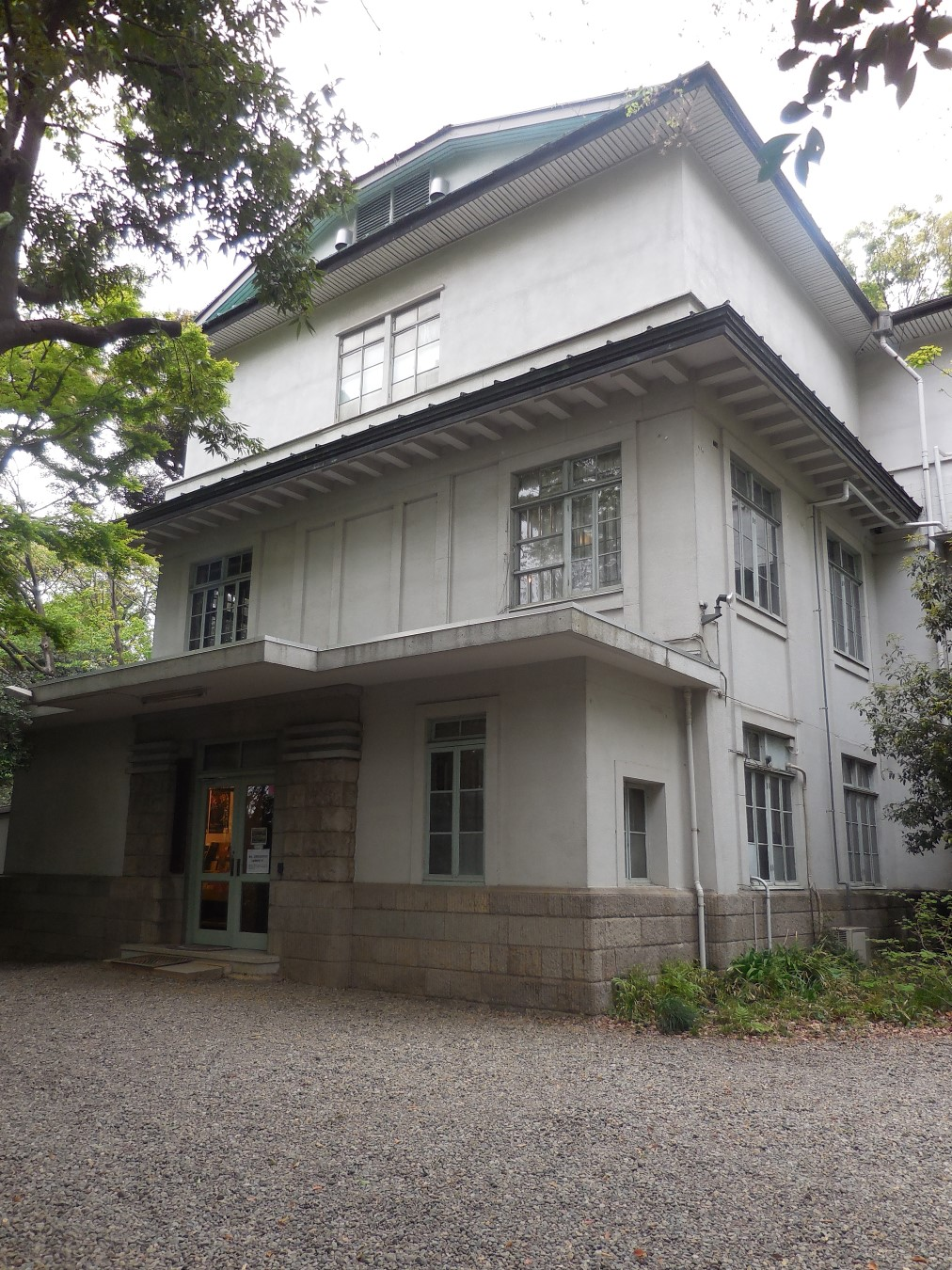
Eisei Bunko, Eingangsbereich

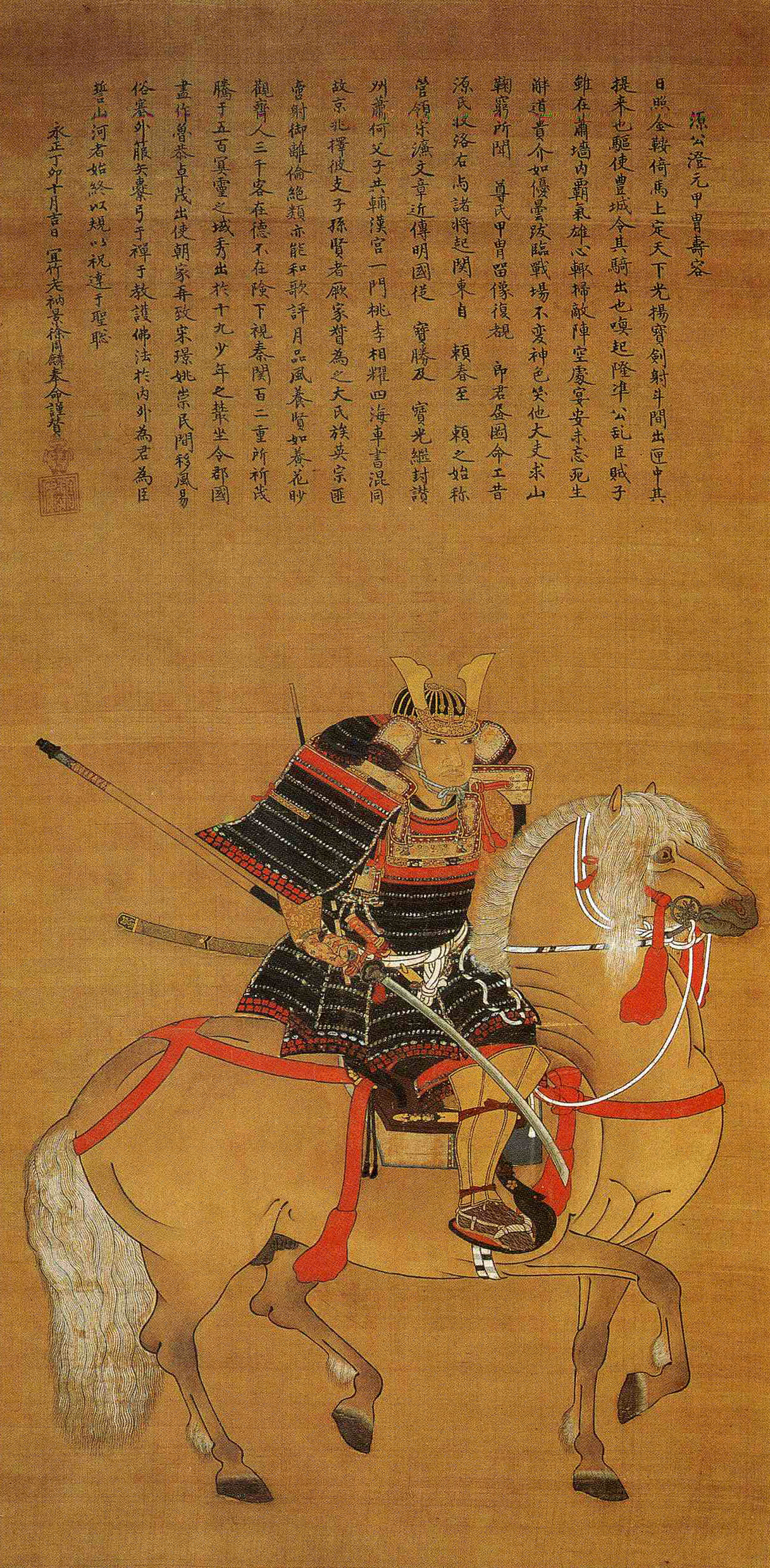
Hosokawa Sumimoto, gemalt von Kanō Motonobu 1501

Der Eisei Bunko (japanisch 永青文庫, in Tokio Bunkyō) beherbergt die Sammlung von Kunst und Kunstgegenständen des Hosokawa-Klans aus Kumamoto, dessen Oberhaupt in der Edo-Zeit zu den mächtigsten Daimyō zählte. Die Sammlung wurde von Hosokawa Moritatsu (細川護立; 1883–1971) im Jahre 1950 in eine Stiftung eingebracht und 1972 in einem Ausstellungsgebäude der Öffentlichkeit zugänglich gemacht. Das Museum, auf der Mejiro-Anhöhe über dem Edo-Fluss gelegen, steht auf einer Ecke eines alten Hosokawa-Anwesens der Edo-Zeit.
Im Burgbezirk in Kumamoto befindet sich ein Zweigmuseum des Eisei Bunko, unmittelbar neben der Kunsthalle der Präfektur Kumamoto.

## Überblick
Der Stammherr Hosokawa Fujitaka (藤孝, auch 幽斎, Yūsai; 1534–1610) zeichnete sich nicht nur durch seine militärischen Fähigkeiten aus, sondern war auch als Verfasser von Gedichten und als Gelehrter bekannt. Seine Nachkommen erweiterten die Sammlung, die Objekte vom 14. Jahrhundert bis in die Gegenwart umfasst. Der Name des Museums setzt sich zusammen aus den Ei des zum Kennin-ji in Kyoto gehörenden Eigen-an, der ein Begräbnistempel der Familie war, und dem Sei des Burgnamens Fujitakas, nämlich Seiryūji-jō.

## Die Sammlung
Die Sammlung umfasst 112.000 Objekte, darunter acht Nationalschätze, 50 Wichtige Kulturgüter und 42 Wichtige Kunstobjekte. Viermal im Jahr wird die Ausstellung gewechselt.

### Nationalschätze
- Großschwert, signiert Bungo-no-kuni Yukihiro (銘豊後国行平作)
- Kurzschwert, wohl Masamune (無銘正宗), 14. Jahrhundert
- Kurzschwert, signiert Norishige (銘則重), Kamakura-Zeit
- Schwert, Ikoma Mitsutada (生駒光忠), Kamakura-Zeit
- Sattel, Eichenholz mit Perlmutt-Einlagen
- Sattel, dekoriert mit Perlmutt-Einlagen, Kamakura-Zeit
- Spiegel, Gold, Silber Jagdszenen, China, Zeit der Streitenden Reiche
- Schale, verziert mit Vögeln und Tieren, China, um Christi Geburt

### Wichtige Kulturgüter (Auswahl)
- Stellschirmpaar „Musizierende Europäer“ (洋人奏楽図, Yōjin sōgaku zu).[Anm. 2]
- Europäische Glocke mit dem Hosokawa-Wappen

## Bildauswahl

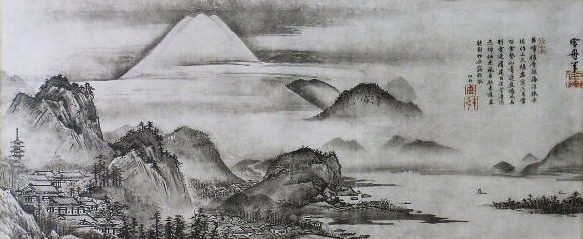
Berg Fuji, Sesshu zugeschrieben
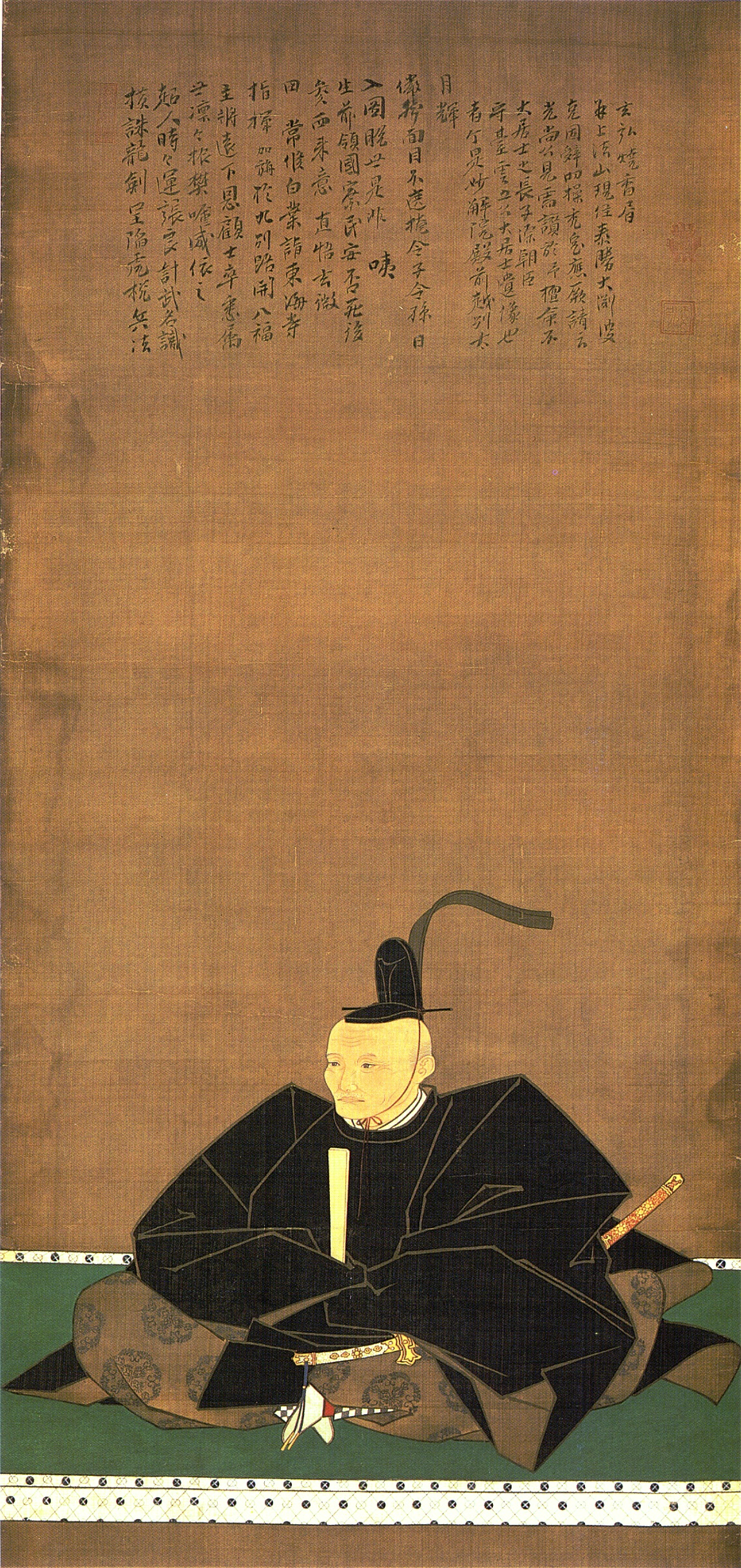
Hoso-kawa Tada-toshi
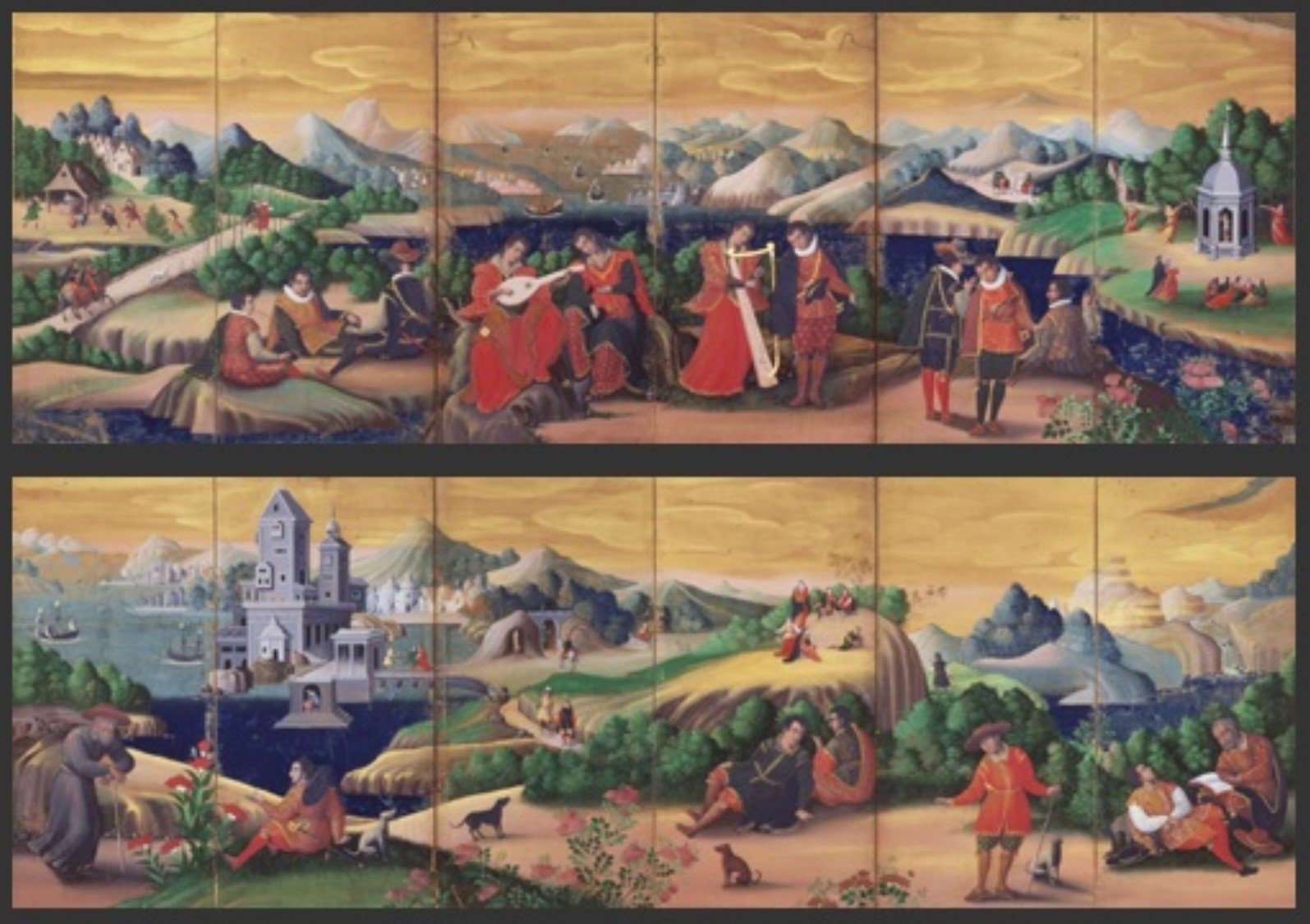
Musizierende Europäer, Stellschirm-Paar (Je 102,5 × 308,9 cm)
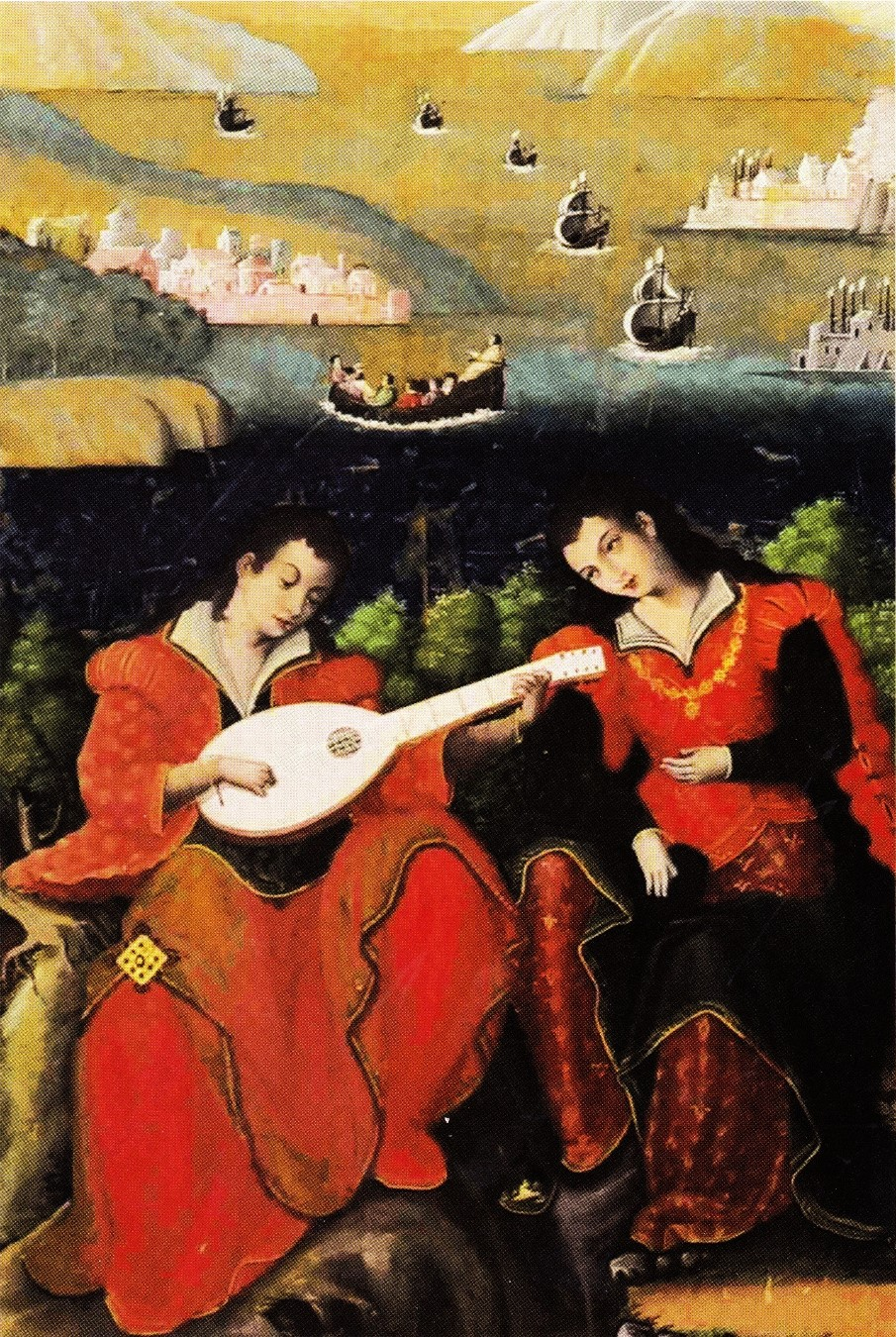
Ausschnitt aus dem rechten Stellschirm
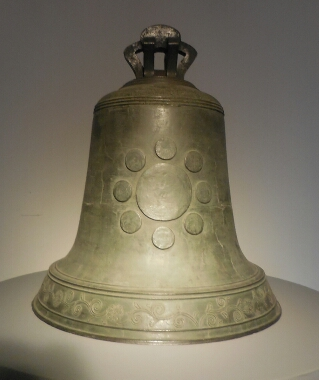
Europäische Glocke
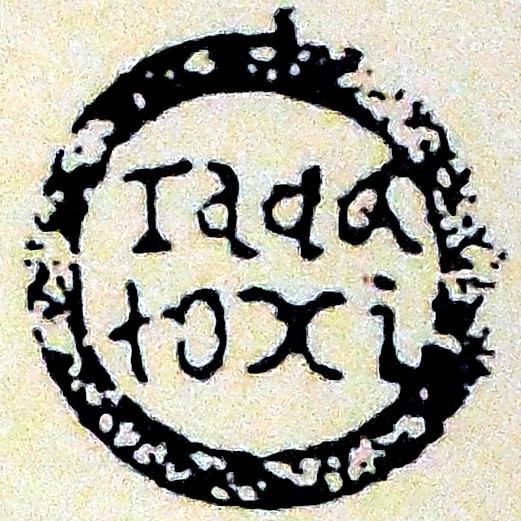
Siegel Hosokawa Tadatoshi
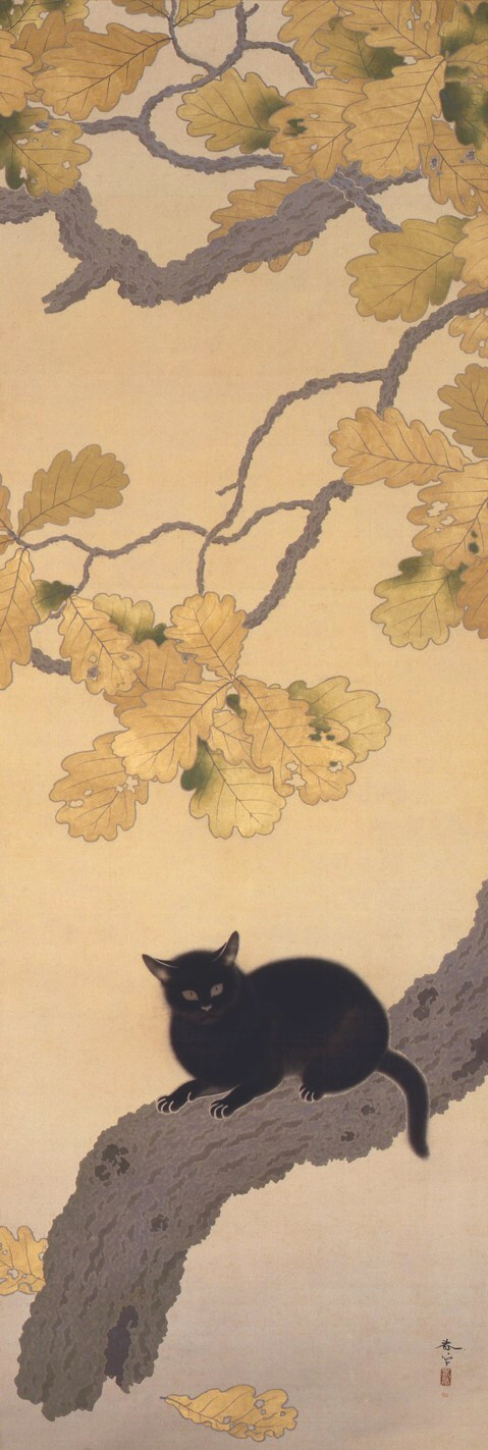
„Katze“ Hishida Shunsō, 1910